# Carolina Wennerstedt-Armfelt

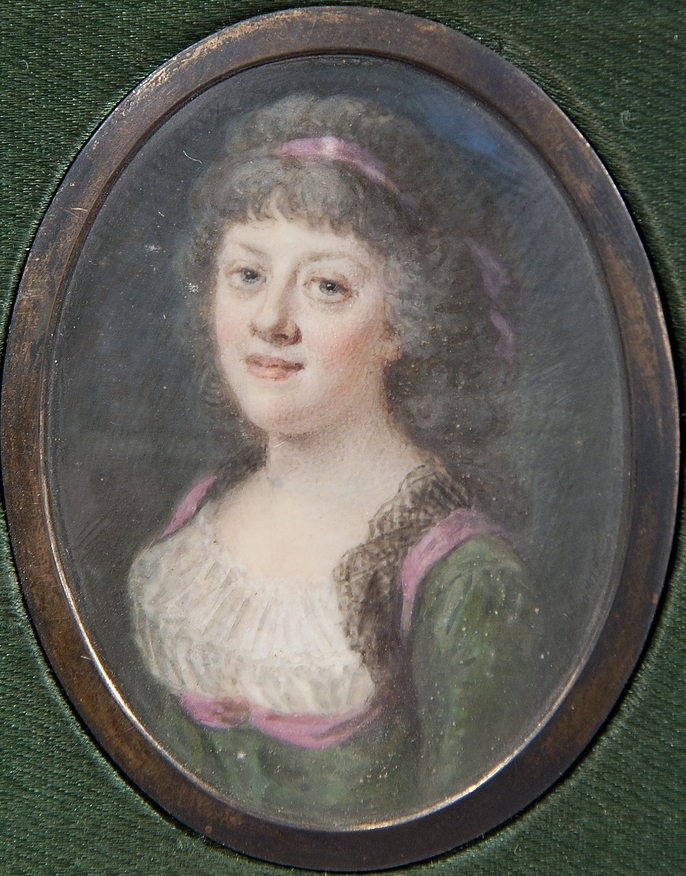
Carolina Wennerstedt-Armfelt

Brita Carolina Wennerstedt-Armfelt, född 27 augusti 1776 på Kungsnorrby, Brunneby socken, Östergötlands län, död 25 februari 1835 i Örebro, var en svensk friherrinna, målare och grafiker.
Hon var dotter till generalmajoren Gustaf Philip Wennerstedt och Brita Elisabet Tersmeden samt från 1798 gift med generalmajoren Carl Armfelt. Det få bevarade verken av henne innefattar en etsning med ett fantasilandskap med träd och en ruin signerad Gravé par C. Wennerstedt 1793 och en gouachemålning av Skogaholm i Närke, som finns i Nordiska museet, samt ett blomstermotiv i Uppsala universitetsbiblioteks ägo.

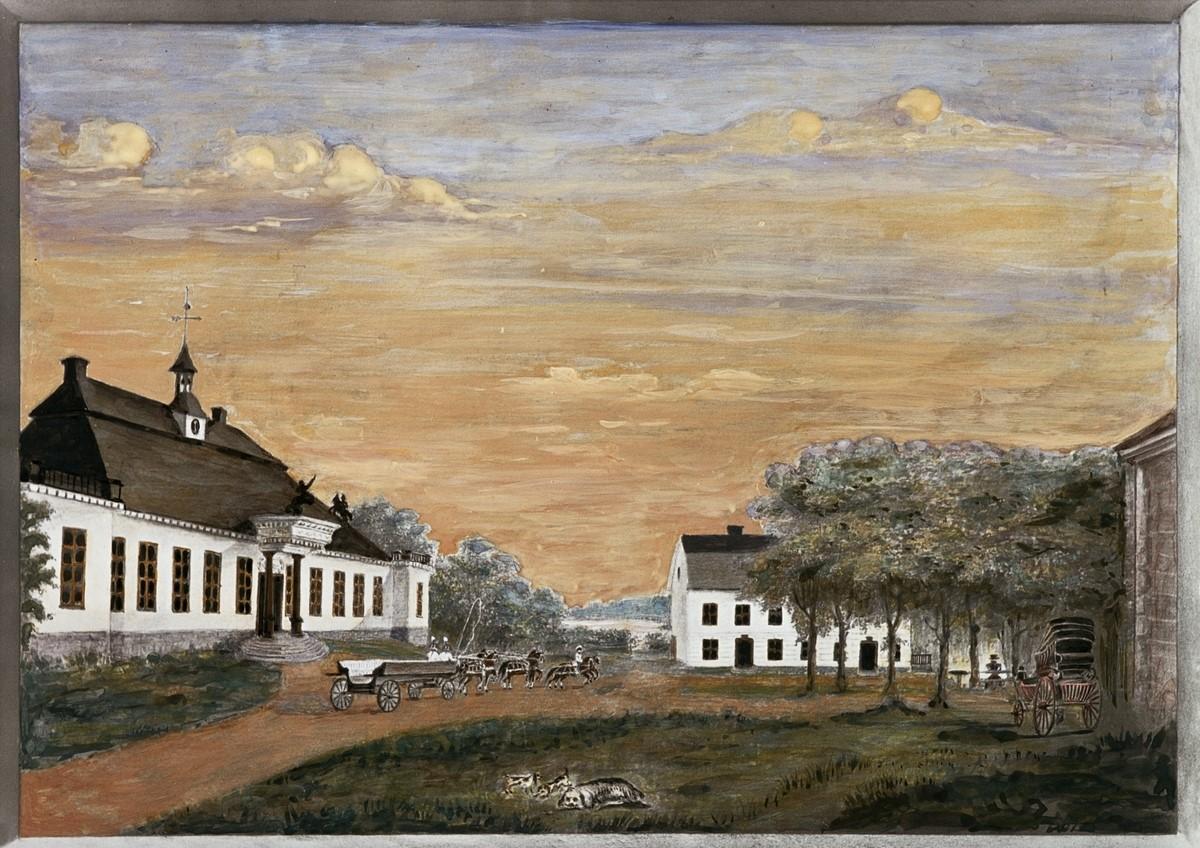
Skogaholms herrgård målad av Carolina Wennerstedt-Armfelt

Hon begravdes i den Wennerstedtska graven vid Svennevads kyrka.